# Gymir
Gymir, segundo a mitologia nórdica, é um gigante das montanhas, pai de Gerda (a esposa de Freyr) e de Beli.
Gymir é também o outro nome com que é por vezes referenciado o deus do mar Aegir.